# Волтер Ендрю Шухарт
Волтер Ендрю Шухарт (18 березня 1891 — 11 березня 1967) — американський фізик, інженер і статистик, іноді відомий як батько статистичного контролю якості, а також пов'язаний із циклом Шухарта.
Американський вчений В. Едвардс Демінг сказав про нього:
| Як статистик, він, як і багато хто з нас, був самоучкою, мав хороші знання фізики та математики. |

## Основні роботи
- 1917: A Study of the Accelerated Motion of Small Drops through a Viscous Medium, Ph.D. dissertation via Hathi Trust
- 1931: The Economic Control of Manufactured Product, D. Van Nostrand Company via Internet Archive
- 1939: (with W. Edwards Deming) Statistical Method from the viewpoint of Quality Control, The Graduate School, U. S. Department of Agriculture via Internet Archive

## Інтернет-ресурси
- Walter A. Shewhart at American Society for Quality
- Walter A. Shewhart at Portraits of Statisticians